# Herb Słubic
Herb Słubic – jeden z symboli miasta Słubice i gminy Słubice w postaci herbu ustanowiony w 2006 roku.

## Wygląd i symbolika
Herb przedstawia na tarczy czerwoną bramę gotycką z niebieskim dachem, otoczoną z dwóch stron słupami granicznymi. W bramie znajduje się czerwony kogut.
Herb bezpośrednio nawiązuje do posiadającego średniowieczne tradycje herbu Frankfurtu nad Odrą ze względu na ścisłe związki historyczne z tym miastem (do 1945 Słubice były częścią Frankfurtu). Herb Słubic nie posiada jednak tarczy z czerwonym orłem brandenburskim, podkreślając w zamian graniczne położenie miasta (słupy). Kogut (łac. gallus) jest symbolem Franków (Galów) i odnosi się w ten sposób do nazwy „Frankfurt”.

## Historia

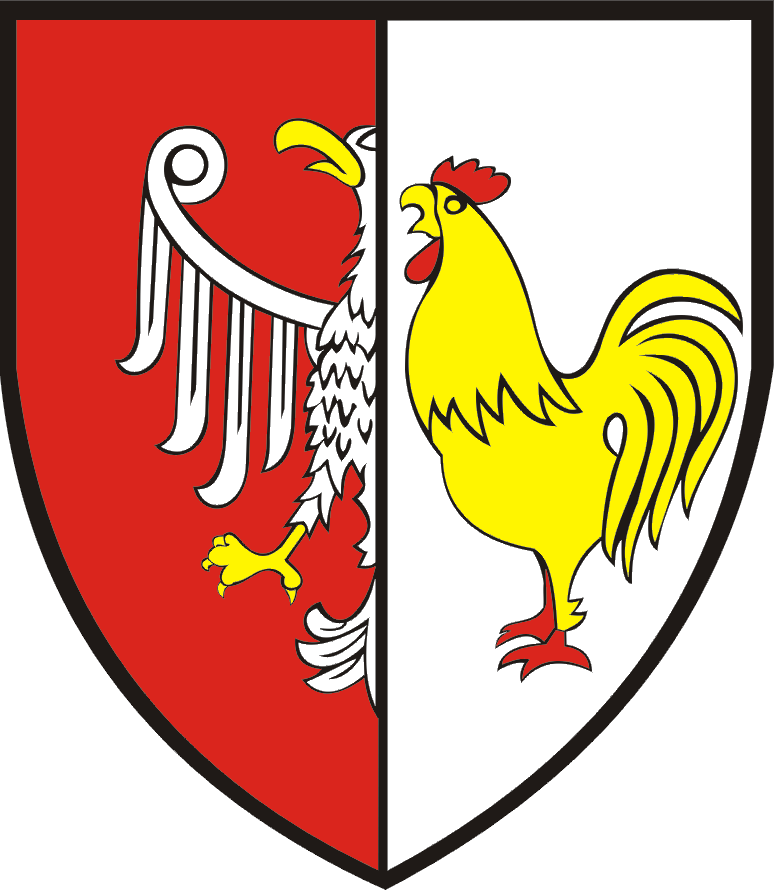
Dawny herb Słubic

Dawny herb Słubic to tarcza herbowa podzielona na dwie pionowe części: lewą koloru czerwonego, a prawą srebrnego. Na czerwonym polu znajduje się prawa połowa srebrnego nieukoronowanego orła, natomiast na srebrnym polu – złoty kogut. Kogut nawiązywał do herbu Frankfurtu nad Odrą (w którego herbie głównym elementem jest kogut), którego Słubice były prawobrzeżną częścią do 1945 roku. Natomiast orzeł polski (tzw. „piastowski” lub wielkopolski z racji powiązań miasta z tą krainą m.in. w średniowieczu) miał podkreślać przyłączenie Słubic do Polski w 1945 roku, a także przynależność do Polski jeszcze przed czasami kolonizacji niemieckiej w połowie XIII wieku.